# Ninshubur

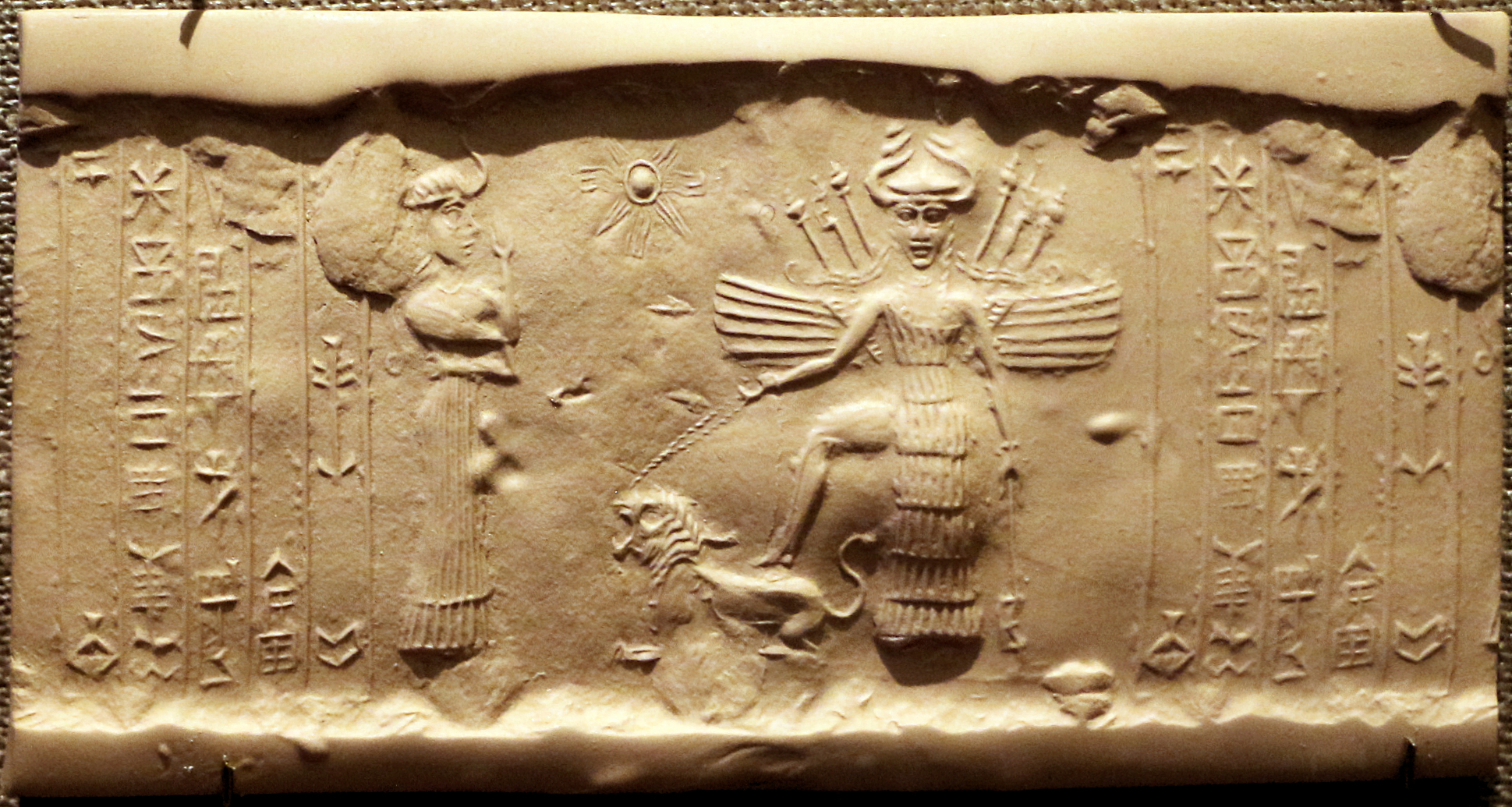
Sceau cylindrique akkadien représentant Inanna reposant un pied sur le dos d'un lion pendant que Ninshubur lui rend hommage, v. 2334-2154 av. J.-C.

Ninshubur (écrit aussi Ninshubar, Nincubura ou Ninšubur) est, dans la religion de Sumer, la seconde de la déesse Inanna ; elle n'est toutefois pas sa servante. C'est une déesse à part entière et son nom peut être traduit du sumérien : « Reine de l'Est ». Comme Iris ou Hermès dans la mythologie grecque, elle est la messagère des dieux.
Ninshubur est un personnage important de la mythologie sumérienne. Elle joue un rôle majeur dans plusieurs épisodes de la geste de sa maîtresse Inanna qu'elle accompagne comme vassale et amie.

## Mythologie

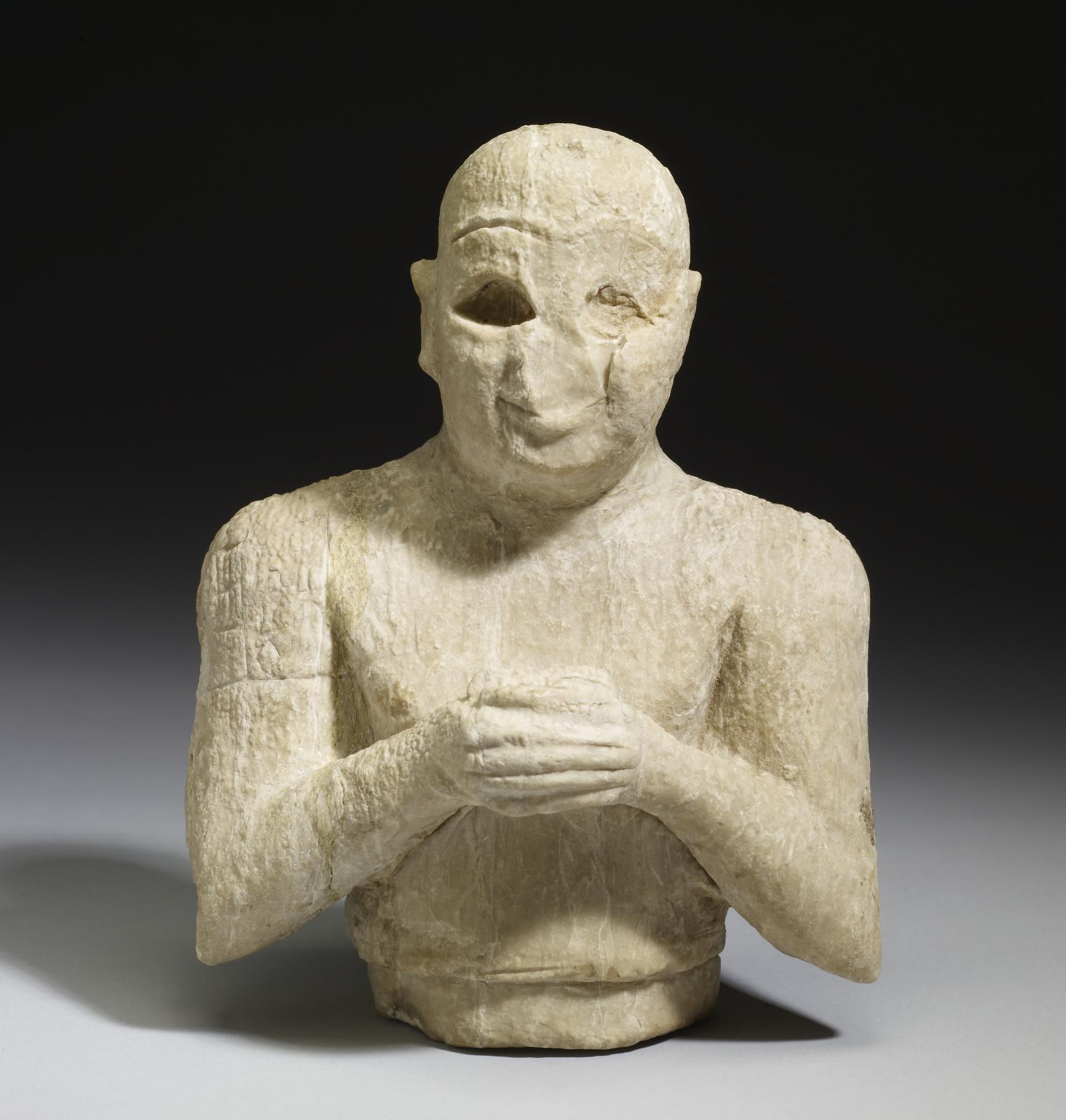
Figurine d’albâtre sumérienne d'un suppliant. L'inscription sur son bras droit indique qu'il prie Ninshubur. v. 2500-2250 av. J.-C.

### Le vol des Me
Dans l'épisode du vol des « Me » du mythe sumérien d'Inanna et Enki, Ninshubur contribue à sauver Inanna des démons qu'Enki a précipité sur elle. Dans ce mythe, Ninshubur joue un rôle symétrique à celui d'Isimud, messager d'Enki.

### Descente d'Inanna aux Enfers
Dans le mythe de la Descente d'Inanna aux Enfers, Ninshubur, assistante d'Inanna reçoit des instructions de sa maîtresse : celle-ci part visiter les Enfers  et Ninshubur doit d'abord effectuer les rites de lamentations à Inanna. Ensuite, au cas où sa maîtresse ne revient pas après trois jours et trois nuits, l'assistante est chargée de prévenir les autres dieux. Elle doit commencer par Enlil, puis, si ce dernier n'accorde aucune aide, Nanna, et, enfin, en dernier recours, Enki. Seul Enki répond à l'appel de Ninshubur.
Dans la version akkadienne du mythe, Ninshubur est assimilée au messager Papsukkal.

### Autres divinités
Inanna est associée à Vénuset Ninshubur à Mercure, probablement parce que les deux planètes apparaissent ensemble dans le ciel.[réf. souhaitée]